# 寶生物技術
寶生物技術（宝ホールディングス株式会社），通稱Takara，原称宝酒造，是一家總部位於日本京都的生物技術公司，業務範圍涵蓋飲料、食品、科研耗材及器材等。
2005年，寶生物技術收購了美國的Clontech公司（克隆科技），並一直持有其商標至今。寶生物科技在中國大陸有兩家全資子公司：成立於2004年的寶日醫生物技術（北京）有限公司和成立於1993年的寶生物工程（大連）有限公司。

## 歷史
寶生物技術公司的歷史可以追溯到1842年，最初是一家日本伏見地區的釀酒作坊。1925年，寶生物技術的前身，「寶酒造」（酒造在日語中意即釀酒）正式註冊。二戰後，該公司進一步發展。1979年，該公司進入生命科學領域。2005年，寶生物技術收購了美國的Clontech公司（克隆科技），至今仍然持有並使用Clontech公司的商標。

## 業務

### 生物技術
寶生物技術銷售生物學研究試劑及設備（包括質粒、藥物、商用試劑盒等），擁有位於美國加州的原屬贝克顿-迪金森公司的Clontech公司實驗室。寶生物技術在日本、韓國、中國大陸也設有其他的研發實驗室，同時對一部分技術（如In-fusion分子克隆技術）持有專利。2007年，寶生物技術控股的Clontech曾一度因無RNA酶H活性逆轉錄酶（RNase H minus reverse transcriptase）的專利權問題與英潍捷基公司產生法律糾紛。

### 釀酒及食品
寶生物技術在初成立時僅販售日本清酒，最初的註冊名也是「寶酒造」。目前的「寶酒造」爲寶生物技術的一個子公司，主要產品是日本清酒，但也生產其他飲料及佐料。